# ハイパーヨー盤
『ハイパーヨー盤』（ハイパーヨーばん）は、hy4_4yhによる1枚目のアルバム。2006年5月28日発売。発売元はザ・レーベル。thelabel-001

## 解説
- ケツメイシが女性アイドルだったらというコンセプトで制作された。

## 収録曲
1. 天気モンキーレンジャー（3:31）
作詞・作曲：江崎マサル
2. 天国⇔地獄（4:39）
作詞・作曲：江崎マサル
3. JOIN（5:33）
作詞・作曲：江崎マサル
4. ばれたいバレンタイン（3:20）
作詞・作曲：江崎マサル
5. マイクチェックのうた（2:07）
作詞・作曲：江崎マサル
6. 七夕の為の協奏曲（5:11）
作詞・作曲：江崎マサル
7. 白いトキメキ〜ハイパーX'mas（6:28）
作詞・作曲：江崎マサル
8. 花音2006（ボーナストラック）（5:49）
作詞・作曲：江崎マサル

| スタブアイコン | サブスタブ | この項目は、まだ閲覧者の調べものの参照としては役立たない、アルバムに関連した書きかけの項目です。この項目を加筆・訂正などしてくださる協力者を求めています（P:音楽/PJ:アルバム）。 |